# Мисківський міський округ
Ми́сківський міський округ (рос. Мысковский городской округ) — міський округ Кемеровської області Російської Федерації.
Адміністративний центр — місто Миски.

## Історія
Миски отримали статус міста обласного підпорядкування 1956 року.
Станом на 2002 рік міській раді підпорядковувались 2 сільські ради:
| Поселення                 | Площа, км² | Населення, осіб (2002) | К-ть НП | Населені пункти                                                                |
| ------------------------- | ---------- | ---------------------- | ------- | ------------------------------------------------------------------------------ |
| Мисківська міська рада    | -          | 44435                  | 1       | місто Миски                                                                    |
| Подобаська сільська рада  | -          | 2078                   | 8       | селища Аксас, Балбинь, Берензас, Бородіно, Кольчезас, Подобас, Сільхоз, Тутуяс |
| Чувашинська сільська рада | -          | 508                    | 6       | селища Березовий, Казас, Камешек, Тоз, Чуазас, Чувашка                         |

2004 року Мисківська міська рада перетворена в Мисківський міський округ, сільради були ліквідовані.

## Населення
Населення — 43113 осіб (2019; 45375 в 2010, 47021 у 2002).

## Населені пункти
| №  | Населений пункт   | Населення, осіб (2002) | Населення, осіб (2010) |
| -- | ----------------- | ---------------------- | ---------------------- |
| 1  | Аксас, селище     | 7                      | 0                      |
| 2  | Балбинь, селище   | 11                     | 7                      |
| 3  | Березовий, селище | 8                      | 6                      |
| 4  | Берензас, селище  | 399                    | 360                    |
| 5  | Бородіно, селище  | 465                    | 399                    |
| 6  | Казас, селище     | 42                     | 29                     |
| 7  | Камешек, селище   | 12                     | 5                      |
| 8  | Кольчезас, селище | 6                      | 7                      |
| 9  | Миски, місто      | 44435                  | 43038                  |
| 10 | Подобас, селище   | 1052                   | 1126                   |
| 11 | Сільхоз, селище   | 4                      | 1                      |
| 12 | Тоз, селище       | 29                     | 19                     |
| 13 | Тутуяс, селище    | 134                    | 55                     |
| 14 | Чуазас, селище    | 172                    | 74                     |
| 15 | Чувашка, селище   | 245                    | 249                    |